# Los despiadados (película de 2019)
Los despiadados (título original en italiano: Lo spietato) es una película francoitaliana dirigida y coescrita por Renato de Maria. Estrenada el 8 de abril de 2019 en los cines italianos, fue protagonizada por Riccardo Scamarcio, Sara Serraiocco y Marie-Ange Casta. El 19 de abril fue añadida a la plataforma de Netflix.

## Sinopsis
Santo Russo es un joven de 16 años que dejó Calabria con su familia para mudarse a Milán. No tarda en meterse en problemas y termina pasando cuatro meses en una prisión juvenil. Allí conoce a Slim, un joven que se encuentra en prisión tras realizar varios robos. Ambos inician una asociación criminal que llevará a Santo a convertirse en uno de los delincuentes más peligrosos del norte de Italia.

## Reparto
- Riccardo Scamarcio es Santo Russo.
- Sara Serraiocco es Mariangela.
- Marie-Ange Casta es Annabelle.
- Alessio Praticò es Salvatore 'Slim' Mammone.
- Alessandro Tedeschi es Mario Barbieri.
- Sara Cardinaletti es Suor Giuseppina.
- Angelo Libri es Pantaleone Russo.
- Adele Tirante es Caterina Russo.
- Michele De Virgilio es Giovanni Bova.
- Aram Kian es Nuri.
- Sebastian Gimelli Morosini es Giampi.
- Pietro Pace es Spadafora.
- Fabio Pellicori es Ciccio Gaetani.
- Giuseppe Percoco es Paolino Gaetani.